# Minecraft: Story Mode - Saison 2
Minecraft: Story Mode - Saison 2 (Minecraft: Story Mode - Season Two) est un jeu vidéo d'aventure épisodique développé et édité par Telltale Games, sorti en 2017 sur Windows, Mac, Xbox One, Xbox 360, PlayStation 4, iOS et Android. Il fait suite à la saison 1.
La fermeture de Telltale Games le 25 juin 2019 ne rend plus le jeu disponible au téléchargement ou à l'achat légalement.

## Épisodes
|     | Nom en français              | Nom original       | Date de sortie    |
| --- | ---------------------------- | ------------------ | ----------------- |
| n°1 | Héros à résidence            | Hero in Residence  | 11 juillet 2017   |
| n°2 | Sous pression                | Giant Consequences | 15 août 2017      |
| n°3 | C'est plus qu'une impression | Jailhouse Block    | 19 septembre 2017 |
| n°4 | Sous l'adminium              | Below The Bedrock  | 7 novembre 2017   |
| n°5 | Plus haut et plus loin       | Above And Beyond   | 19 décembre 2017  |

## Histoire

### Épisode 1:Héros à résidence
L'épisode 1 sort le 11 juillet 2017.
Ce premier épisode parle encore de l'incroyable aventure de Jesse, mais cette fois, il ne combat pas une tempête de wither géante ni d'ordinateur de redstone, mais plutôt de la légende de l'Admin, le créateur de l’univers. Jesse doit alors surmonter toute sorte d'épreuves palpitantes, comme des anciens gardiens à affronter ou des statues qui bougent.

### Épisode 2:Sous pression
L'épisode 2 sort le 15 août 2017.
L'apparition d'un redoutable ennemi à Baliseville va pousser Jesse à relever d'étranges défis mortels. Les amitiés vont être mises à rude épreuve et de nouvelles alliances vont se former tandis que Jesse se battra pour sauver son monde.

### Épisode 3:C'est plus qu'une impression
Le troisième épisode sort le 19 septembre 2017.
Jesse et sa bande doivent braver une dangereuse prison et ses terrifiants détenus pour atteindre le secret caché au cœur de cet étrange endroit.

### Épisode 4:Sous l'adminium
Le quatrième épisode sort le 7 novembre 2017.
Jesse et son équipe doivent désormais passer au-dessous de l'adminium pour trouver le moyen qui détruira l'admin... De nouvelles choses se passeront, de la poursuite d'un enderman aux retrouvailles d'un personnage "clé".

### Épisode 5:Plus haut et plus loin
Le cinquième épisode sort le 19 décembre 2017.
Jesse et sa bande parviennent enfin à revenir dans le monde normal. Arrivés dans une Baliseville où règne la terreur et le désespoir, ils vont devoir se faire des alliés et échafauder un plan pour accéder au Terminal afin de mettre fin aux pouvoirs de l'Admin.

## Doublage

### Doublages originaux
- Jesse (version masculine) : Patton Oswalt
- Jesse (version féminine) : Catherine Anne Taber
- Petra : Ashley Johnson
- Axel : Brian Posehn
- Olivia : Natasha Loring
- Lukas : Scott Porter
- Radar : Yuri Lowenthal
- Jack, Fred : Fred Tatasciore
- Nurm : Mark Barbolak
- Ivor : Paul Reubens
- Stella : Ashley Albert
- Vos, Romeo / L'Admin : Jean-Benoît Blanc
- Xara : April Stewart
- Nell : Julianne Buescher
- Stacy Plays (youtubeur) : elle-même
- Stampy Cat (youtubeur) : Stampylonghead (lui-même)
- Le Geôlier : Donovan Patton
- Oxblood : Gregg Berger
- Anthony : Bigbst4tz2 (youtuber)
- Val : Kari Wahlgren
- Soup : Katie Chonacas
- Binta : Kimberly Brooks

### Doublages en français
Il s'agit d'un des rares jeux développés par Telltale Games à disposer d'un doublage en français. Les doublages des épisodes 1, 2 & 3 sont apparus à la sortie de l'épisode 3 et ceux des derniers épisodes sont apparus en même temps que les épisodes.
- Jesse (version masculine) : Thierry Kazazian
- Jesse (version féminine) : Céline Melloul
- Petra : Adeline Chetail
- Olivia, Nell, Stacy Plays, Fangirl : Jessie Lambotte
- Lukas : Benjamin Pascal
- Radar : Olivier Podesta
- Jack, Brick, Fred : Frédéric Souterelle
- Nurm : Bernard Bollet
- Stella : Delphine Braillon
- Vos, Romeo / L'Admin : Marc Bretonnière
- Stampy Cat : Fabien Briche
- voix additionnelles : Loïc Houdré

## Système de jeu
Le jeu, contrairement à Minecraft, n'est pas de type bac à sable. À l'instar, de Minecraft il est constitué de cubes. La mécanique de créations d'objets est similaire à Minecraft, faisant appel à un établi permettant de combiner des objets ou matériaux pour en former d'autres. De nouveaux blocs ou objets insolites inexistants dans Minecraft apparaissent. Le jeu se déroule d'une certaine manière comme un film interactif qui demande l'aide du joueur pour effectuer certaines actions (fabriquer un objet, donner un coup). Les autres personnages adressent souvent la parole au héros, incarné par le joueur. Plusieurs propositions de réponse se présentent et le joueur doit en choisir une. Le joueur peut rouler, se baisser, esquiver, bénéficiant d'une liberté de mouvement plus réaliste que celle de Minecraft. Les choix du joueur auront une influence relative sur le cours de l'histoire. Ce dernier ne changera cependant pas de façon absolue.

## Accueil
Dans son test, le site Adventure Gamers estime que le jeu plaira sans doute aux fans les plus acharnés de Minecraft, mais n'est pas au niveau des autres productions de Telltale Games.